# Tappanina
Tappanina es un género de foraminífero bentónico de la familia Bolivinidae, de la superfamilia Bolivinoidea, del suborden Buliminina y del orden Buliminida. Su especie tipo es Bolivinita selmensis. Su rango cronoestratigráfico abarca desde el Coniaciense (Cretácico superior) hasta el Ypresiense (Eoceno inferior).

## Discusión
Clasificaciones previas incluían Tappanina en el suborden Rotaliina del orden Rotaliida.

## Clasificación
Tappanina incluye a las siguientes especies:
- Tappanina glaessneri †
- Tappanina indopacifica †
- Tappanina kamaicensis †
- Tappanina laciniosa †
- Tappanina olsoni †
- Tappanina selmensis †
- Tappanina tuberosa †